# Mahesh Kumar Sachdev
Mahesh Kumar Sachdev es un diplomático, indio retirado.
- En 1958 entró a los servicios del Ministerio de Asuntos Exteriores (India).
- Del 29 de enero de 1999 al 03 de abril de 2002 fue embajador en Argel.
- Del 30 de mayo de 2005 al 21 de febrero de 2008 fue embajador en Oslo.
- Del 21 de febrero de 2008 a octubre de 2013 fue Alto Comisionado en Abuya.[1]